# Takarai Kikaku
Takarai Kikaku est un nom japonais traditionnel ; le nom de famille (ou le nom d'école), Takarai, précède donc le prénom (ou le nom d'artiste).
Takarai Kikaku (宝井其角) (11 août 1661 - 1er avril 1707), également connu sous le nom Enomoto Kikaku, est un poète haikai japonais de l'époque d'Edo.

## Biographie
Son nom de famille originel est Enomoto (榎本, ou 榎下). Le nom de son père est Takeshita (竹下) et son véritable prénom est Tadanori (侃憲). Il utilise plusieurs pseudonymes dont Shinshi (晋子), Hōshinsai (宝晋斎), Shōsen (渉川), Rasha (螺舎) et Kyōraidō (狂雷堂).
Fils d'un médecin de Edo, Kikaku choisit de devenir poète hakai de profession plutôt que de suivre les pas de son père.

## L'élève et le maître
Takarai Kikaku est l'un des disciples les plus accomplis de Matsuo Bashō,.
Il est surtout connu pour ses haiku à propos desquels une anecdote rapporte que Matsuo Bashō lui dit près avoir corrigé une de ses compositions : « La poésie doit ajouter de la vie à la vie, pas en retirer »,. On sait que son maître a dénigré les efforts laborieux de son élève. Kikaku compose sur des sujets plus grossiers que Bashō et de ce point de vue, sa poésie est plus proche des haikai des origines. Néanmoins Takarai est l'un des poètes les plus respectés à Edo, de la mort de Bashō jusqu'à l'époque de Yosa Buson à la fin du XVIIIe siècle.
Parmi ses recueils de poèmes on compte Minashiguri (虚栗; 1683) et Sarumino (猿蓑}; 1691).
Kikaku laisse un important document historique qui décrit les derniers jours de Bashō et les lendemains qui ont suivi, document traduit en anglais ici.
À l'occasion de la commémoration du 300e anniversaire de la mort de Kikaku, Nobuyuki Yuasa mène un renku (poème à vers croisés) international bilingue (japonais/anglais) qui s'ouvre avec ce hokku de Kikaku.
鐘ひとつ賣れぬ日はなし江戸の春
Printemps à Edo,
Pas un jour ne passe sans
Que ne soit vendue une cloche de temple.

## Source de la traduction
- (en) Cet article est partiellement ou en totalité issu de l’article de Wikipédia en anglais intitulé « Takarai Kikaku » (voir la liste des auteurs).

*